# Coppa Italia 2016/2017
Pohárový ročník Coppa Italia 2016/2017 byl 70. ročník italského poháru. Soutěž začala 29. července 2016 a skončila 17. května 2017. Zúčastnilo se jí 78 klubů.
Obhájce z minulého ročníku byl klub Juventus FC.

## Zúčastněné kluby v tomto ročníku
|  | Kluby ze Serie A |
|  | Kluby ze Serie B |
|  | Kluby z Lega Pro |
|  | Kluby ze Serie D |

| Hrají od osmifinále Kluby ze Serie A | Hrají od 3. kola Kluby ze Serie A | Hrají od 2. kola Kluby ze Serie B | Hrají od 1. kola Kluby z Lega Pro a ze Serie D |
| ------------------------------------ | --------------------------------- | --------------------------------- | ---------------------------------------------- |
| SSC Neapol                           | AC ChievoVerona                   | Frosinone Calcio                  | SS Maceratese                                  |
| AS Řím                               | Empoli FC                         | Hellas Verona FC                  | US Alessandria Calcio 1912                     |
| FC Inter Milán                       | Janov CFC                         | S.P.A.L. 2013                     | Pordenone Calcio                               |
| Juventus FC                          | Turín FC                          | Spezia Calcio                     | Carrarese Calcio 1908                          |
| AC Milán                             | Atalanta BC                       | FC Bari 1908                      | SS Matera Calcio                               |
| SS Lazio                             | Bologna FC 1909                   | US Avellino 1912                  | AS Livorno Calcio                              |
| US Sassuolo Calcio                   | UC Sampdoria                      | Trapani Calcio                    | US Ancona 1905                                 |
| ACF Fiorentina                       | US Città di Palermo               | AS Cittadella                     | Casertana FC                                   |
|                                      | Udinese Calcio                    | FC Pro Vercelli 1892              | US Lecce                                       |
|                                      | Cagliari Calcio                   | Ascoli Picchio FC 1898            | AC Reggianna 1919                              |
|                                      | Crotone FC                        | Vicenza Calcio                    | US Cremonese                                   |
|                                      | Delfino Pescara 1936              | Virtus Entella                    | Calcio Padova                                  |
|                                      |                                   | Novara Calcio                     | Bassano Virtus 55 Soccer Team                  |
|                                      |                                   | US Latina Calcio                  | Cosenza Calcio                                 |
|                                      |                                   | AC Cesena                         | Modena FC                                      |
|                                      |                                   | Ternana Calcio                    | Robur Siena                                    |
|                                      |                                   | AC Perugia Calcio                 | Foggia Calcio                                  |
|                                      |                                   | Carpi FC 1909                     | Calcio Como                                    |
|                                      |                                   | Brescia Calcio                    | AD Valdinievole Montecatini                    |
|                                      |                                   | US Salernitana 1919               | US Città di Pontedera                          |
|                                      |                                   | Benevento Calcio                  | ACR Messina 1947                               |
|                                      |                                   | AC Pisa 1909                      | FC Francavilla                                 |
|                                      |                                   |                                   | SSD Calcio Frattese                            |
|                                      |                                   |                                   | SS Fidelis Andria 1928                         |
|                                      |                                   |                                   | USD 1913 Seregno Calcio                        |
|                                      |                                   |                                   | SD Montegranaro Calcio Fermana FC              |
|                                      |                                   |                                   | Feralpisalò                                    |
|                                      |                                   |                                   | AltoVicentino                                  |
|                                      |                                   |                                   | AC Tuttocuoio 1957                             |
|                                      |                                   |                                   | FC Südtirol                                    |
|                                      |                                   |                                   | Società Sportiva Juve Stabia                   |
|                                      |                                   |                                   | SC Caronnese SSD                               |
|                                      |                                   |                                   | SS Arezzo                                      |
|                                      |                                   |                                   | FC Grosseto SSD                                |
|                                      |                                   |                                   | SS Teramo Calcio                               |
|                                      |                                   |                                   | Campodarsego                                   |

## Zápasy

### 1. kolo
Zápasy byly na programu 29.- 31. července 2016.
Poznámky
|  | Postup do dalšího kola |

| Domácí                        | Výsledek      | Hosté                             |
| ----------------------------- | ------------- | --------------------------------- |
| Cosenza Calcio                | 1:0           | SSD Calcio Frattese               |
| Modena FC                     | 2:0           | FC Francavilla                    |
| US Ancona 1905                | 4:3           | FC Südtirol                       |
| AS Livorno Calcio             | 1:3           | Società Sportiva Juve Stabia      |
| SS Matera Calcio              | 3:0           | SC Caronnese SSD                  |
| Feralpisalò                   | 2:3 (prodl)   | AC Reggianna 1919                 |
| US Cremonese                  | 4:3           | SD Montegranaro Calcio Fermana FC |
| Calcio Como                   | 3:0           | AD Valdinievole Montecatini       |
| Calcio Padova                 | 0:0 (3:4 pen) | USD 1913 Seregno Calcio           |
| Foggia Calcio                 | 3:1           | US Città di Pontedera             |
| US Lecce                      | 2:1           | AltoVicentino                     |
| US Alessandria Calcio 1912    | 2:1           | SS Teramo Calcio                  |
| Campodarsego                  | 3:3 (3:4 pen) | SS Maceratese                     |
| Casertana FC                  | 3:2 (prodl)   | Tuttocuoio                        |
| Carrarese Calcio 1908         | 1:2 (prodl)   | SS Arezzo                         |
| Pordenone Calcio              | 5:2           | FC Grosseto SSD                   |
| Bassano Virtus 55 Soccer Team | 1:1 (5:3 pen) | SS Fidelis Andria 1928            |
| Robur Siena                   | 0:3           | ACR Messina 1947                  |

### 2. kolo
Zápasy byly na programu 5.- 8. srpna 2016.
| Domácí                        | Výsledek      | Hosté                        |
| ----------------------------- | ------------- | ---------------------------- |
| FC Bari 1908                  | 1:0           | Cosenza Calcio               |
| Spezia Calcio                 | 1:0           | Modena FC                    |
| Virtus Entella                | 2:0           | US Ancona 1905               |
| Novara Calcio                 | 2:1           | Società Sportiva Juve Stabia |
| US Latina Calcio              | 1:0           | SS Matera Calcio             |
| FC Pro Vercelli 1892          | 3:1           | AC Reggianna 1919            |
| Brescia Calcio                | 0:2           | AC Pisa 1909                 |
| Benevento Calcio              | 0:0 (2:4 pen) | US Salernitana 1919          |
| AS Cittadella                 | 1:2           | US Cremonese                 |
| Frosinone Calcio              | 3:0           | Calcio Como                  |
| Trapani Calcio                | 3:0           | USD 1913 Seregno Calcio      |
| Hellas Verona FC              | 2:1           | Foggia Calcio                |
| Ascoli Picchio FC 1898        | 2:2 (6:7 pen) | US Lecce                     |
| AC Perugia Calcio             | 1:0           | US Alessandria Calcio 1912   |
| Carpi FC 1909                 | 3:2           | SS Maceratese                |
| Vicenza Calcio                | 4:2           | Casertana FC                 |
| AC Cesena                     | 2:0           | SS Arezzo                    |
| Ternana Calcio                | 2:0 (prodl)   | Pordenone Calcio             |
| Bassano Virtus 55 Soccer Team | 2:0           | US Avellino 1912             |
| S.P.A.L. 2013                 | 2:0           | ACR Messina 1947             |

### 3. kolo
Zápasy byly na programu 12.- 15. srpna 2016.
| Domácí               | Výsledek      | Hosté                         |
| -------------------- | ------------- | ----------------------------- |
| US Città di Palermo  | 1:0 (prodl)   | FC Bari 1908                  |
| Udinese Calcio       | 2:3           | Spezia Calcio                 |
| AC ChievoVerona      | 3:0           | Virtus Entella                |
| Novara Calcio        | 1:0 (prodl)   | US Latina Calcio              |
| Turín FC             | 4:1           | FC Pro Vercelli 1892          |
| Atalanta BC          | 3:0           | US Cremonese                  |
| Delfino Pescara 1936 | 2:0           | Frosinone Calcio              |
| US Salernitana 1919  | 1:1 (3:4 pen) | AC Pisa 1909                  |
| Bologna FC 1909      | 2:0           | Trapani Calcio                |
| Hellas Verona FC     | 2:1           | Crotone FC                    |
| Janov CFC            | 3:2           | US Lecce                      |
| AC Perugia Calcio    | 2:1           | Carpi FC 1909                 |
| Empoli FC            | 2:0           | Vicenza Calcio                |
| AC Cesena            | 2:0           | Ternana Calcio                |
| UC Sampdoria         | 3:0           | Bassano Virtus 55 Soccer Team |
| Cagliari Calcio      | 5:1           | S.P.A.L. 2013                 |

### 4. kolo
Zápasy byly na programu 29. listopadu - 1. prosince 2016.
| Domácí              | Výsledek      | Hosté                |
| ------------------- | ------------- | -------------------- |
| US Città di Palermo | 0:0 (4:5 pen) | Spezia Calcio        |
| AC ChievoVerona     | 3:0           | Novara Calcio        |
| Turín FC            | 4:0 (prodl)   | AC Pisa 1909         |
| Atalanta BC         | 3:0           | Delfino Pescara 1936 |
| Bologna FC 1909     | 4:0           | Hellas Verona FC     |
| Janov CFC           | 4:3 (prodl)   | AC Perugia Calcio    |
| Empoli FC           | 1:2 (prodl)   | AC Cesena            |
| UC Sampdoria        | 3:0           | Cagliari Calcio      |

### Osmifinále
Zápasy byly na programu 10. - 19. ledna 2017.
| Domácí             | Výsledek    | Hosté           |
| ------------------ | ----------- | --------------- |
| SSC Neapol         | 3:1         | Spezia Calcio   |
| ACF Fiorentina     | 1:0         | AC ChievoVerona |
| AC Milán           | 2:1         | Turín FC        |
| Juventus FC        | 3:2         | Atalanta BC     |
| FC Inter Milán     | 3:2 (prodl) | Bologna FC 1909 |
| SS Lazio           | 4:2         | Janov CFC       |
| US Sassuolo Calcio | 1:2         | AC Cesena       |
| AS Řím             | 4:0         | UC Sampdoria    |

### čtvrtfinále
Zápasy byly na programu 24. ledna - 1. února 2017.
| Domácí         | Výsledek | Hosté          |
| -------------- | -------- | -------------- |
| SSC Neapol     | 1:0      | ACF Fiorentina |
| Juventus FC    | 2:1      | AC Milán       |
| FC Inter Milán | 1:2      | SS Lazio       |
| AS Řím         | 2:1      | AC Cesena      |

### semifinále
Zápasy č. 1 byly na programu 28. února - 1. března 2017, zápasy č. 2 byly na programu 4. - 5. dubna 2017.
| Domácí      | Výsledek č. 1 | Výsledek č. 2 | Hosté      |
| ----------- | ------------- | ------------- | ---------- |
| Juventus FC | 3:1           | 2:3           | SSC Neapol |
| SS Lazio    | 2:0           | 2:3           | AS Řím     |

### Finále
| 17. 5. 2017 21:00 CEST                |       |          |                                                                         |
| Juventus FC                           | 2 : 0 | SS Lazio | Stadio Olimpico, Řím, Itálie diváci: 66 341 rozhodčí: Paolo Tagliavento |
| Daniel Alves 12' Leonardo Bonucci 24' |       |          | Stadio Olimpico, Řím, Itálie diváci: 66 341 rozhodčí: Paolo Tagliavento |

## Vítěz
| Coppa Italia 2016/17 Juventus FC (12. titul) |